# 強烈熱帶風暴康妮 (2013年)
強烈熱帶風暴康妮（英語：Severe Tropical Storm Kong-rey，國際編號：1315，聯合颱風警報中心：WP142013，菲律賓大氣地球物理和天文服務管理局：Nando）為2013年太平洋颱風季第13個被命名的熱帶氣旋。「康妮」一名由柬埔寨提供，是柬埔寨民間傳說中一位漂亮少女（亦是一個山名）。
康妮的殘餘雲系受到較往年提早報到的鋒面影響，被認為與數日內強烈熱帶風暴桃芝的形成有關，該颱風的原型為冷心結構的溫帶氣旋變性為暖心而成。

## 發展過程
2013年8月22日，一個低壓區在菲律賓東部海面上生成。同日，聯合颱風警報中心給予擾動編號91W。
8月23日下午2時，聯合颱風警報中心對其在24小時內形成為熱帶氣旋的機會給予「LOW」的評級。
8月24日下午11時，聯合颱風警報中心將發展機率升級為「MEDIUM」。
8月25日上午9時30分，聯合颱風警報中心對其發佈熱帶氣旋形成警報。同時，日本氣象廳將其升格為熱帶低氣壓，並發佈海上烈風警報。
8月26日上午11時，聯合颱風警報中心將其升格為熱帶低氣壓，並給予編號14W。下午3時15分，日本氣象廳將其升格為熱帶風暴，並命名為康妮。下午11時，聯合颱風警報中心將其升格為熱帶風暴。
8月27日上午5時50分，日本氣象廳將其升格為強烈熱帶風暴。
8月29日，康妮同時受垂直風切變及台灣地形影響，結構受到嚴重的破壞，低層中心和高層中心分離，高層中心在花蓮市登陸的時候，低層中心卻繼續在台灣以北向北移動。上午8時50分，日本氣象廳將其降格為熱帶風暴。
8月30日下午12時，香港天文台將其降格為熱帶低氣壓 。下午5時，聯合颱風警報中心將其降格為熱帶低氣壓。
8月31日上午2時50分，日本氣象廳指康妮已轉化為溫帶氣旋，並繼續對其發布海上烈風警報。上午11時，聯合颱風警報中心發出最後的警報。

## 影響

### 菲律賓
當地發出之最高風暴信號：二號風暴信號
8月25日上午11時，菲律賓大氣地球物理和天文服務管理局將已進入責任範圍的低壓區升格為熱帶低氣壓，並發佈第一報熱帶氣旋資訊，命名為Nando。
8月26日上午11時，菲律賓氣象部門發出一號風暴信號。下午11時，菲律賓氣象部門發出二號風暴信號。
8月28日下午5時，菲律賓氣象部門解除二號風暴信號。
8月29日上午5時，菲律賓氣象部門解除一號風暴信號。上午11時，康妮離開菲律賓氣象部門責任範圍，發佈最後一報熱帶氣旋資訊。

### 台灣
當地發佈之颱風警報：海上陸上颱風警報
| 彭佳嶼 · 21.1 m/s板橋 · －鞍部 · 8.9 m/s竹子湖 · －淡水 · －基隆 · 10.9 m/s臺北 · 6.4 m/s新屋 · －新竹 · 4.6 m/s宜蘭 · 5.3 m/s蘇澳 · 7.7 m/s花蓮 · 7.8 m/s成功（新港） · 10.1 m/s臺東 · 6 m/s大武 · 6.7 m/s蘭嶼 · 25 m/s臺中 · 3.5 m/s梧棲 · 11.6 m/s日月潭 · －阿里山 · 5.7 m/s嘉義 · 5.8 m/s玉山 · －臺南 · 10.7 m/s高雄 · 10.3 m/s恆春 · 7.6 m/s澎湖 · 7.7 m/s東吉島 · 15.7 m/s金門 · 15.4 m/s馬祖 · －class=notpageimage\| 中華民國交通部中央氣象署署屬氣象測站測得最大持續風力。圖例： · 無數據 · 測得5級風或以下 · 測得6至7級風 · 測得8至9級風 · 測得10至11級風 | 彭佳嶼 · 27.5 m/s板橋 · －鞍部 · 17.6 m/s竹子湖 · －淡水 · －基隆 · 19.8 m/s臺北 · 15.2 m/s新屋 · －新竹 · 12.4 m/s宜蘭 · 8.6 m/s蘇澳 · 15.1 m/s花蓮 · 13.7 m/s成功（新港） · 20.5 m/s臺東 · 17.6 m/s大武 · 15.8 m/s蘭嶼 · 38 m/s臺中 · 8.6 m/s梧棲 · 16.6 m/s日月潭 · 15.7 m/s阿里山 · 13.5 m/s嘉義 · 12.4 m/s玉山 · 17.2 m/s臺南 · 19.7 m/s高雄 · 17.4 m/s恆春 · 19.1 m/s澎湖 · 13.4 m/s東吉島 · 19.8 m/s金門 · 21.6 m/s馬祖 · －class=notpageimage\| 中華民國交通部中央氣象署署屬氣象測站測得最大陣風。圖例： · 無數據 · 測得5級風或以下 · 測得6至7級風 · 測得8至9級風 · 測得10至11級風 · 測得12至15級風 |

中央氣象局於8月27日上午11時30分發布海上颱風警報，原訂於當天午夜發布陸上颱風警報，由於路徑偏東而延至8月28日上午11時30分發布，並針對地區陸續發佈超大豪雨特報、大豪雨特報、豪雨特報及大雨特報。隨著8月29日臺灣各地於15時脫離暴風圈，因此中央氣象局於8月29日下午5時30分解除陸上颱風警報；隨著康芮的北移，同日20時30分解除海上颱風警報但續發超大豪雨特報、大豪雨特報、豪雨特報及大雨特報。

#### 新竹
新竹縣政府消防局今天說，受到大雨影響，湖口鄉達生路地下道、三元路地下道有淹水情形，已拉起封鎖線；竹北市福興路與嘉德街路口也淹水，高度至成人的小腿。另外，新豐鄉沿海地區及路面有少數積水，高度至腳踝，新豐鄉海邊已拉起封鎖線，禁止民眾進入。
消防局說，到中午為止，防災中心屬於二級開設，暫無對尖石鄉與五峰鄉病患或民眾實施撤離，防災中心正密切注意颱風動向，視颱風情形指揮調度。新竹縣政府昨天已公告管制區，包括尖石鄉、五峰鄉山區、大鹿林道，頭前溪、鳳山溪、霄裡溪沿岸，及竹北市與新豐鄉海域、港口等，非持有通行證不得進入。

#### 臺中
台中沙鹿地區嚴重淹水，台灣大道及鎮南路部分路段水深及腰；南陽路5名民眾一度受困後送醫。沙鹿區鎮南路附近道路淹水嚴重，大水宣洩不及，甚至由人孔蓋噴洩而出，淹水深及腰部或膝蓋，大水侵入民宅；大同街附近也嚴重積水，還傳出電器設備爆炸聲音。台灣大道6段及7段旁的山坡雨水夾雜土石宣洩路面，大石塊侵入慢車道，相關單位依現場路況，緊急封閉1至2個車道。

#### 雲林
雲林災害應變中心表示，位在斗南東明里恩惠安養中心，因地勢地窪，大水來勢洶洶，安養中心人員受困。應變中心指出，出動國軍車輛和人力、復康巴士、救生艇、橡皮艇等前往搶救、撤離，到下午1時將36名老人及6名工作人員，安置在斗南全佑老人長期照顧中心。斗南鎮公所表示，水勢在下午過後已見稍退，但當地居民說，以前不曾見過如此大淹水；安養中心工作人員心有餘悸表示，幸好老人家都安全撤離妥善安置。
由於雲林縣斗南、台南市新營及善化鐵軌淹水嚴重，雲林以南的對號列車全面停駛，只行駛至彰化，區間車機動發車。

#### 嘉義
嘉義縣災害應變中心表示，大林鎮中坑里南華路有民宅淹水至2樓、大林鎮三角里社傳新村淹水及腰、民雄鄉山中村牛稠山水深及腰、民雄鄉華興橋附近鐵皮屋淹水嚴重、水上鄉義興村下菜園水淹1樓高，這幾處均有人員受困，消防人員陸續以救生艇接駁救出。竹崎鄉、大林鎮有2處安養中心傳出淹水災情，89名老人受困，消防局立即派救生艇接駁救出，將人撤離至安全地方。大林鎮平林里一處安養中心進行預防性撤離，46名老人撤離至大林慈濟醫院。
嘉義縣災害應變中心指出，另已撤離278人，包括太保市5人、大林鎮47人、中埔鄉12人、民雄鄉35人、竹崎鄉14人、梅山鄉40人、鹿草鄉5人、番路鄉9人、溪口鄉111人；另大林鎮西結里預計撤離200人至中坑營區。

#### 高雄
高雄對外交通大受影響，高雄港一度管制船舶進出，台鐵北上對號列車也停駛。高鐵左營站部分，上午有部分列車延誤，下午恢復正常。高雄國際航空站一早除少數飛往澎湖班機取消外，其餘國內外航線不受影響。

#### 基隆
受其外圍環流及北方冷空氣南下影響，基隆部分市區淹水，碧砂漁港關閉。碧砂漁港旁的山坡有一巨石砸落成為媒體焦點，另有一巨石被凸顯於半空中，對附近居民及行經台2線路段的人車產生威脅。因此基隆市政府將居住在附近的民眾撤離、封閉附近的台2線路段，並派怪手對該巨石做破碎處理。

#### 爭議
雲林、嘉義、臺南、高雄、屏東五縣市的停班課時間備受爭議，8月29日凌晨大部分出現淹水情形，但雲林、嘉義、屏東於上午7:30至8:00才相繼宣布「停止上班上課」，臺南、高雄更到11:00才宣布「下午停止上班上課」，臺南市長賴清德巡視臺南災區時，遭災民憤怒以對。輕度颱風康芮的外圍環流促成臺灣中南部嚴重的水災，輕則水淹及膝，重則一層樓高。

#### 統計
1. 以下為8月28日12時至8月30日0時出現較大雨量的地區及雨量[10]：

| 排行 | 所在地       | 雨量(毫米) |
| ---- | ------------ | ---------- |
| 1    | 臺南市山上   | 765        |
| 2    | 屏東縣大漢山 | 730        |
| 3    | 臺南市虎頭埤 | 714        |
| 4    | 臺南市左鎮   | 711        |
| 5    | 臺南市大內   | 710        |
| 6    | 臺南市玉井   | 656.5      |
| 7    | 臺南市環湖   | 635.5      |
| 8    | 雲林縣虎尾   | 625.5      |
| 9    | 嘉義縣中坑   | 600        |
| 10   | 高雄市月眉   | 571        |

### 中國大陸

#### 福建
當地發佈之最高颱風預警信號： 颱風藍色預警信號
8月28日下午1時04分，福建省氣象台發佈颱風藍色預警信號。

## 熱帶氣旋警告使用紀錄

### 菲律賓
| 菲律賓大氣地球物理和天文服務管理局 風暴信號 | 菲律賓大氣地球物理和天文服務管理局 風暴信號 | 菲律賓大氣地球物理和天文服務管理局 風暴信號 |
| ------------------------------------------- | ------------------------------------------- | ------------------------------------------- |
| 上一熱帶氣旋                                | 一號風暴信號                                | 下一熱帶氣旋                                |
| 熱帶風暴潭美                                | 一號風暴信號                                | 颱風天兔                                    |
| 颱風尤特                                    | 二號風暴信號                                | 颱風天兔                                    |

### 台灣
| 交通部中央氣象局 颱風警特報 | 交通部中央氣象局 颱風警特報 | 交通部中央氣象局 颱風警特報 |
| --------------------------- | --------------------------- | --------------------------- |
| 上一熱帶氣旋                | 海上颱風警報                | 下一熱帶氣旋                |
|                             | 海上颱風警報                |                             |
|                             | 陸上颱風警報                |                             |

## 外部連結
- （日語）http://www.jma.go.jp/ （页面存档备份，存于） 日本氣象廳首頁
- （英文）http://www.usno.navy.mil/JTWC/ （页面存档备份，存于） 聯合颱風警報中心首頁
- （简体中文）https://web.archive.org/web/20120928121548/http://www.nmc.gov.cn/ 中央氣象台首頁
- （繁體中文）http://www.cwb.gov.tw/ （页面存档备份，存于） 中央氣象局首頁
- （繁體中文）http://www.hko.gov.hk/ （页面存档备份，存于） 香港天文台首頁
- （繁體中文）http://www.smg.gov.mo/ （页面存档备份，存于） 澳門地球物理暨氣象局首頁